# تبخیر پلاسمایی
گازی سازی پلاسمایی (انگلیسی: Plasma gasification)
تبخیر پلاسمایی فرایندی است که در آن مواد آلی با کمک پلاسما به گاز سنتز، الکتریسیته و سرباره تبدیل می‌شوند. از پلاسمای مشتعلی با قوس الکتریکی تقویت شده، برای یونیزاسیون گاز و کاتالیز مواد آلی به گاز سنتز ومواد زائد جامد (سرباره) استفاده می‌شود. این عمل معمولاً به صورت تجاری و به عنوان شکلی از اصلاح ضایعات استفاده می‌شود و برای تبخیر بیومس و هیدروکربن‌هایی مثل زغال سنگ، ماسه‌های نفتی و روغن شیل امتحان می‌شوند.

## فرایند
پلاسمای مشتعل معمولاً گاز بی‌اثری مثل آرگون را مصرف می‌کند. الکترودهای متنوعی از مس یا تنگستن تا هافنیم یا زیرکونیوم، به همراه آلیاژهای مختلف دیگرقابل استفاده است. برای قوس الکتریکی، جریانی الکتریکی قوی با ولتاژ بالا از میان دو الکترود می‌گذرد. گاز بی‌اثر فشرده شده، با عبور از پلاسمای ایجاد شده از قوس، یونیزه می‌شود. دمای اشتعال بین ۴۰۰۰ تا ۲۵۰۰۰ درجه فارنهایت (۲۲۰۰ تا ۱۳۹۰۰ درجه C) است. دمای واکنش پلاسما، ساختار پلاسما و تشکیل شدن گاز را تعیین می‌کند. این نکته می‌تواند محتویات بالاست (موارد مورد نیاز شامل محصولات جانبی اکسیداسیون: CO2, N, H2O و...) را بهینه کند یا به حداقل برساند.
پسماند گرم و ذوب شده و در نهایت بخار می‌شوند. در این شرایط، با شکستن پیوندهای مولکولی، تفکیک مولکولی روی می‌دهد. مولکول‌های پیچیده به اتم‌های مجزا تفکیک می‌شوند. اجزای عناصر نهایی در فاز گازی هستند. تفکیک مولکولی به کمک پلاسما، به عنوان «تفکافت (پیرولیزی) پلاسما» نامیده می‌شود.
مواد اولیه
مواد اولیه برای اصلاح پلاسمایی ضایعات، اغلب زباله‌های شهری جامد، زباله‌های آلی، یا هردو هستند. مواد اولیه می‌تواند شامل زباله‌های پزشکی و مواد خطرناک نیز باشد. محتوا و هم آهنگی زباله‌ها، تأثیر مستقیمی روی سهولت عملکرد پلاسما دارد. مرتب‌سازی قبلی و بازیافت مواد قبل از تبخیر، این هم آهنگی را فراهم می‌کند. میزان زیاد مواد غیرآلی، مثل فلزات و زباله‌های ساخت و ساز، موجب افزایش تولید سرباره و در نتیجه کاهش تولید گاز سنتز می‌شود. اما مزیت آن در این است که سرباره‌ها بی‌خطر و رسیدگی به آن‌ها راحت است (هرچند مواد خاصی بر محتوای تولید گاز اثر دارد). خردکردن زباله‌ها قبل از ورود به مخزن به تولید گاز سنتز کمک می‌کند. این خردکردن موجب انتقال مؤثر انرژی می‌شود که تفکیک مواد بیشتری را تضمین می‌کند.
برای فرایندی بهتر، هوا و/یا بخار به مبدل پلاسما به گاز اضافه می‌شود.
محصولات
گاز سنتزگرمازای خالص حاوی مقدار عمده‌ای مونوکسید کربن (CO)، H2، CH در میان دیگر اجزاست. میزان تبدیل پلاسما به گاز بیش از %۹۹ است. اجزای غیرآلی و غیرقابل اشتعال در جریان پسماند، تفکیک نمی‌شوند. این شامل فلزات گوناگونی می‌شود. تغییرفازازجامد به مایع به حجم سرباره اضافه می‌کند.
مراحل پلاسمایی پسماندها از نظر زیست‌محیطی پاک است. کمبود اکسیژن مانع تشکیل بسیاری از مواد سمی می‌شود. دماهای بالای رآکتور نیز مانع تشکیل ترکیباتی سمی مثل فوران، دی‌اکسین، اکسیدهای نیتروژن یا دی‌اکسید گوگرد در اجزای اصلی گاز می‌شود. تصفیه آب، خاکستر و آلاینده‌های گازی را از بین می‌برد.
هدف استاندارد، تولید گازی مصنوعی است که برای محیط زیست پاک باشد. این گاز حاوی فنول یا هیدروکربن‌های پیچیده نیست، اما آب در حال گردش در سیستم‌های تصفیه، سمی است. آبی که سموم و مواد خطرناک را از بین می‌برد، باید تمیز شود.
فلزات حاصل از تجزیه در اثر حرارت، می‌توانند به عنوان کالا، از سرباره گرفته و در نهایت به فروش برسند. سرباره‌های بی‌اثر، گرانول می‌شوند. این دانه‌های ریز سرباره در ساخت و ساز استفاده می‌شوند. بخشی از گاز مصنوعی تولید برای توربین‌های محل که پلاسماهای مشتعل را تقویت می‌کند، تغذیه فراهم می‌کند و در نتیجه، ازسیستم تغذیه پشتیبانی می‌کند. این قدرت الکتریکی خودکفایی است.
تجهیزات
راکتورهای تبدیل کردن به گاز، در فشار منفی عمل می‌کنند و منابع گازی و جامد بازیافت می‌کند.

## مزیت‌ها
مهمترین مزیت تکنولوژی‌های پلاسمایی برای اصلاح پسماندها عبارتند از:
- زدودن پسماندهای خطرناک.
- جلوگیری از ورود پسماندهای خطرناک به محل دفن زباله‌ها.
- حذف آلاینده‌های مضر پسماندهای سمی.
- تولید سرباره‌های آلیاژی که می‌توانند به عنوان مصالح ساختمانی مصرف شوند.
- پردازش پسماندهای آلی به گاز سنتز قابل اشتعال برای برق و انرژی حرارتی، و تولید محصولات باارزش (فلزات) از سرباره.

## معایب
مهمترین معایب تکنولوژی‌های پلاسمایی در اصلاح پسماند عبارتند از:
- هزینه‌های زیاد سرمایه‌گذاری اولیه نسبت به دفن زباله.
- شعله پلاسما به مرور زمان قطر روزنه نمونه بردار را کوچک می‌کند که گاهی نیازمند تعمیر و مراقبت است.

## تجاری‌سازی
مقاله اصلی: تجاری‌سازی تبخیر پلاسمایی
تبخیر پلاسمایی در مقیاس شهری، به صورت تجاری و برای زدودن پسماندها در ۹ محل و به همراه پنج پروژه دیگرتوسعه استفاده می‌شود. محل‌های تبدیل به گاز اغلب در مجل ههای دفن پسماند صورت می‌گیرد که معادن مفید محل‌های دفن زباله می‌توانند آن محل را به وضعیت قبلی درآورند. قوس پلاسمایی تبدیل به گاز، روشی مطمئن برای از بین بردن زباله‌های پزشکی و دیگر زباله‌های خطرناک است.
در شمال شرقی انگلیس، فناوری تبخیرپلاسمایی با صنعت کلاسترپردازش انگلیس (NEPIC) در Teeside توسط Air Product اجرا می‌شود. این شرکت دو بخش برای گازی کردن زباله‌های جامعه و تولید انرژی با گاز سنتز حاصل ساخته است.

## استفاده نظامی
نیروی دریایی ایالت متحده، سیستم زدودن زباله‌ها از قوس پلاسمایی (PAWDS) در آخرین نسل ناوهای هواپیما بر جرالد آر. کلاس فورد به کاربرده است. این سیستم فشرده تمام پسماندهای جامد قابل اشتعال روی کشتی را اصلاح می‌کند. این سیستم پس از آزمایش‌های کامل کارخانه، برای کشتی‌سازی هانتینگتون اینگالس و نصب روی کشتی‌ها فرستاده شده‌است.